# Adiantum orbignyanum
Adiantum orbignyanum är en kantbräkenväxtart som beskrevs av Georg Heinrich Mettenius och Oskar Kuhn. Adiantum orbignyanum ingår i släktet Adiantum och familjen Pteridaceae. Inga underarter finns listade.